# Aleksandar Čavrić
Aleksandar Čavrić (in serbo Александар Чаврић?; Vukovar, 18 maggio 1994) è un calciatore serbo, attaccante dei Kashima Antlers.

## Caratteristiche tecniche
Ala destra, può giocare come esterno d'attacco sinistro o come centravanti.

## Carriera

### Club
Il primo settembre 2014 passa in Belgio, al Genk, in cambio di 1,5 milioni di euro.

### Nazionale
Ha giocato nelle nazionali giovanili serbe Under-19 ed Under-21.

## Palmarès

### Club

#### Competizioni nazionali
- Coppa di Slovacchia: 4

Slovan Bratislava: 2016-2017, 2017-2018, 2019-2020, 2020-2021
- Campionato slovacco: 5

Slovan Bratislava: 2018-2019, 2019-2020, 2020-2021, 2021-2022, 2022-2023